# Valentijn-Klasse
Die Valentijn-Klasse ist eine Serie von 18 RIB-Rettungsbooten für die Seenotrettung der niederländischen Seenotrettungsgesellschaft KNRM (Koninklijke Nederlandse Redding Maatschappij), die seit 1990 im Einsatz stehen. RIB ist die Abkürzung für den englischen Begriff Rigid Inflatable Boat und bezeichnet damit ein Festrumpfschlauchboot. Mit ihrer hohen erreichbaren Geschwindigkeit und dem niedrigen Tiefgang sind sie ideal für Einsätze im Wattenmeer vor der niederländischen Küste und den angrenzenden Binnenmeeren. Durch ihr geringes Gewicht können sie auch vom Strand aus in Fahrt gebracht werden.

## Entwicklung

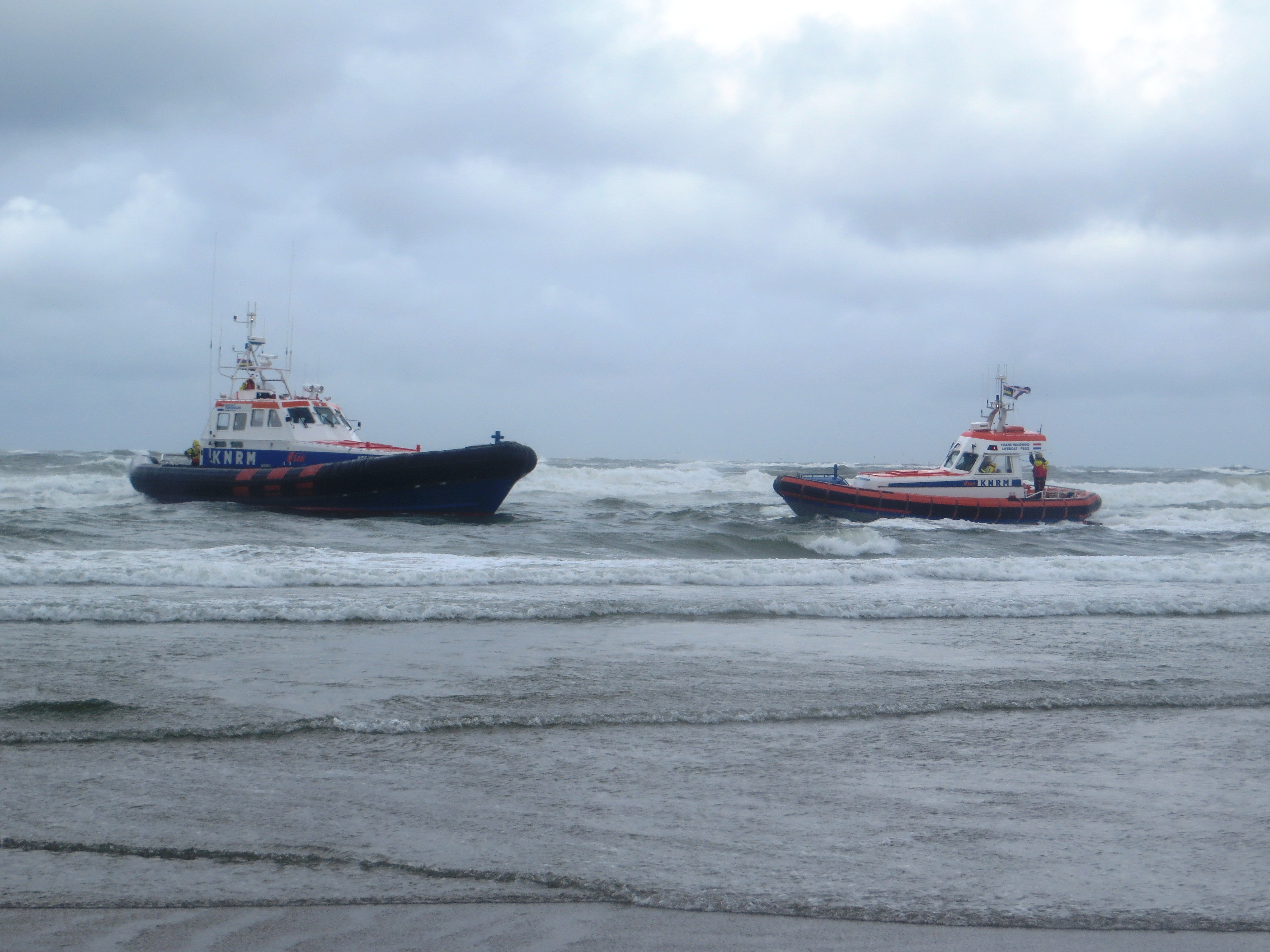
Größenvergleich Valentijn vs. Arie-Visser

Der ursprüngliche Entwurf der Rettungsboote der Johannes-Frederik-Klasse sah auch einen Einsatz als Strandrettungsboot vor. Doch für diesen Zweck hatten sie sich als zu groß und trotz Aluminiumbauweise als zu schwer erwiesen. Daher musste für diesen Zweck ein kleineres Festrumpfschlauchboot (RIB) entworfen werden, das aber über die gleichen Fahreigenschaften verfügen sollte. Die Verkürzung auf 10,60 Meter Länge brachte eine Einsparung beim Gewicht um fünf Tonnen. Mit dem halboffenen Fahrstand können die Boote nur als semi-selbstaufrichtend bezeichnet werden, weil zum Aufrichten nach einer Kenterung ein Airbag aktiviert werden muss. Wie bei den anderen Booten wurde ein entsprechender Kentertest bei der KNRM in Katwijk durchgeführt. Der Tiefgang beträgt wie bei der Johannes-Frederik-Klasse 0,75 Meter. Die beiden Motoren leisten jeweils 430 PS und sind für eine Geschwindigkeit von 34 Knoten ausreichend. Bei 4 Mann Besatzung finden bis zu 50 Personen Aufnahme.

## Einsatz
Die Boote der Valentijn-Klasse werden hauptsächlich entlang der Nordseeküste als Strandrettungsboot eingesetzt. Dabei lagert das Boot auf einem speziellen Traggestell mit Raupenfahrwerk in einem Schuppen hinter dem Deich in Strandnähe. Für den Einsatz zieht ein Traktor auf Raupenketten das Gespann zum Strand und ins Wasser, von wo das Boot in See gehen kann. Im Gegensatz zu den Booten der Arie-Visser-Klasse sind die Boote der Valentijn-Klasse aber nicht für Extremeinsätze in der Nordsee konzipiert und agieren mehr in Landnähe und dem Wattenmeer. Hervorragend bewährt haben sie sich im IJsselmeer, wo sie vorzugsweise in einem Hafen am Steg zum Einsatz bereit liegen.
Das erste Boot der Valentijn-Klasse konnte 1990 in Noordwijk aan Zee stationiert werden. Danach wurden bis 1997 noch zehn weitere Boote in Betrieb genommen. Im Jahr 2016 ging als erstes Boot das Typschiff VALENTIJN außer Betrieb und wurde durch die PAUL JOHANNES (Typ Valentijn 2000) ersetzt. Das Boot dient jetzt als Ausstellungsstück im Nationalen Rettungsbootmuseum Dorus Rijkers in Den Helder.
Die Boote sind wie bei der KNRM üblich in ständiger Bereitschaft nach dem Motto der KNRM: Menschen retten – schnell, professionell und kostenlos. Die Besatzung besteht aus Freiwilligen, die nach Alarmierung in 15 Minuten bereit sind zum Auslaufen. Für die SAR-Operationen sind die Schiffe mit den aktuellen Geräten für Kommunikation und Navigation/Satellitennavigation ausgestattet wie z. B. Radar, NAVTEX, GPS, DGPS, AIS und Tiefenmesser für Flachwasser. Zur eigenen Sicherheit sind eine Notfunkbake (EPIRB) und ein Search and Rescue Radar Transponder (SART) an Bord. Für Hilfeleistungen ist ein fest verankerter Schlepphaken im Heck vorhanden und es wird eine Ausrüstung zur medizinischen Erstversorgung mitgeführt.

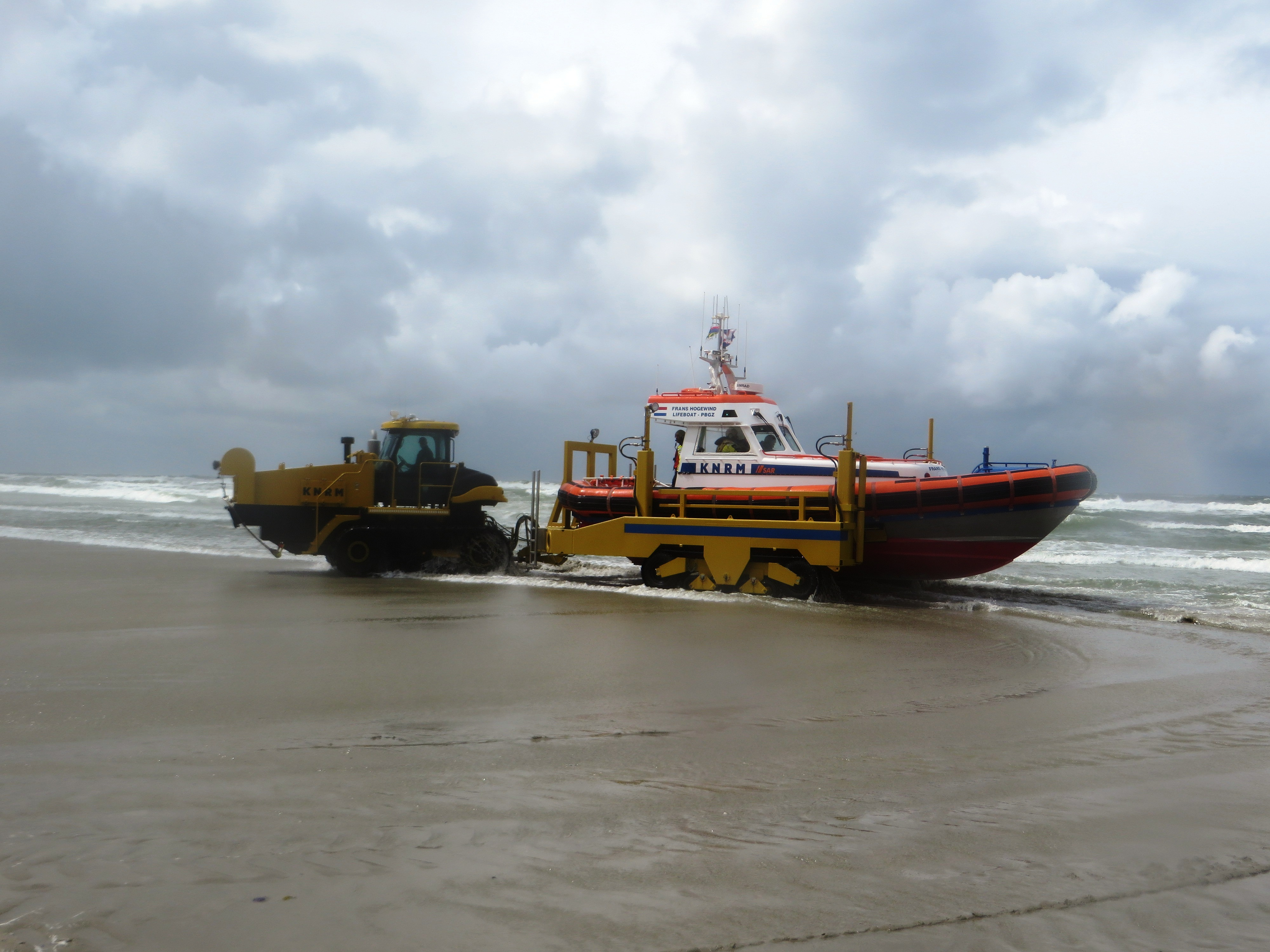
Valentijn-Boot auf Traggestell
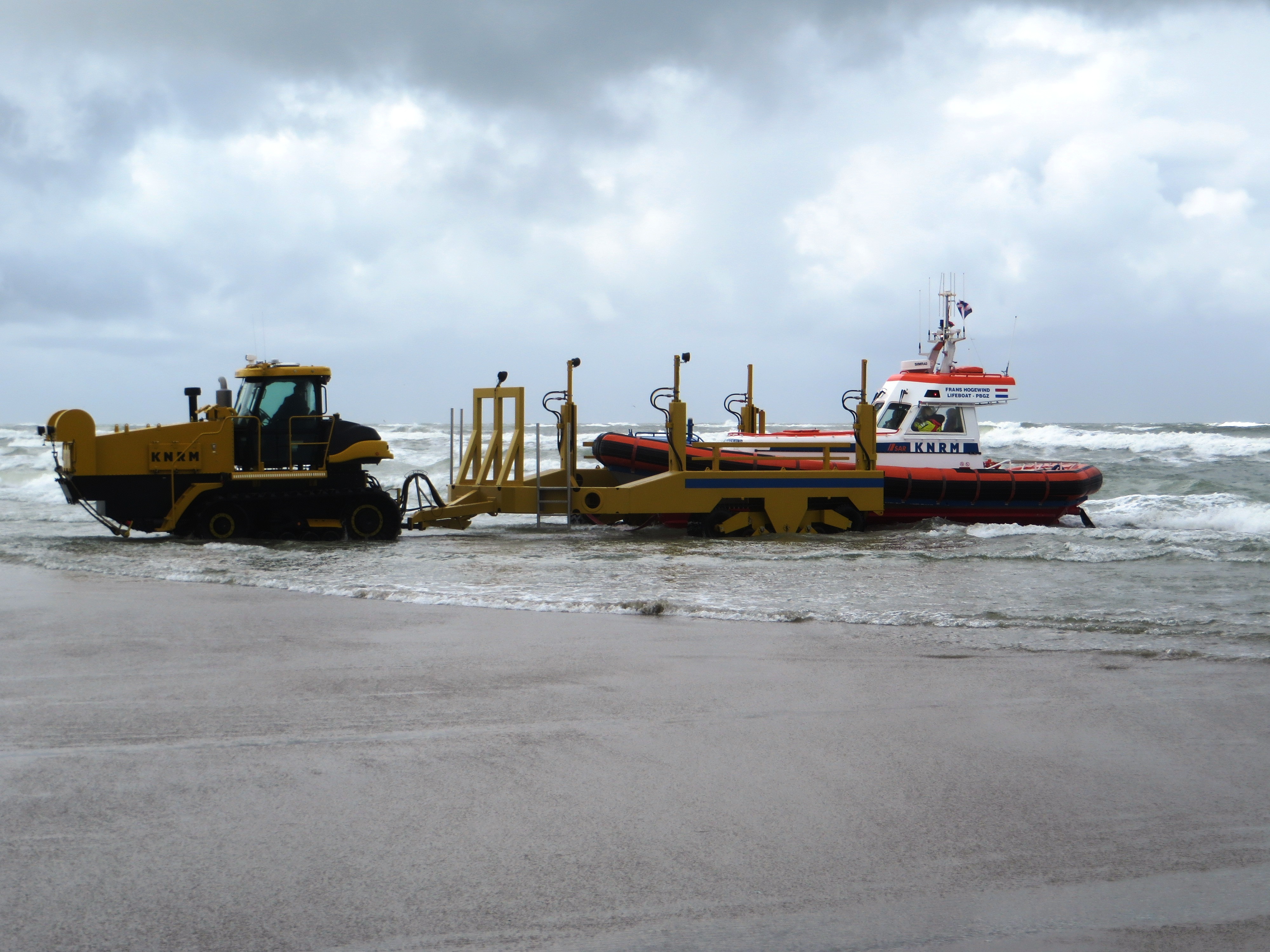
Valentijn-Boot zu Wasser gehend
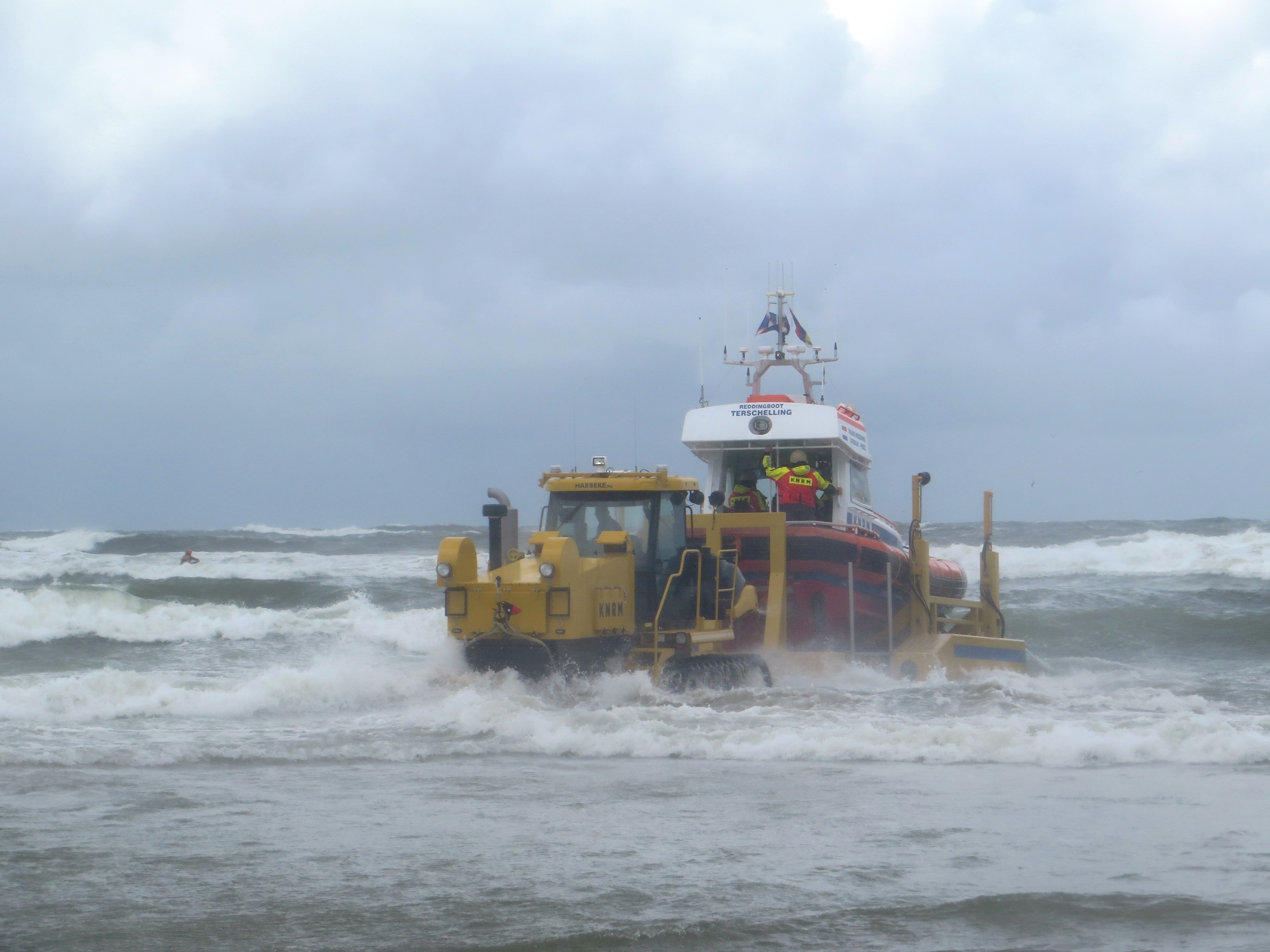
Valentijn im Wasser

## Boote der Valentijn-Klasse
| Name                             | Rufzeichen | in Dienst   | Station           | Liegeplatz (Koord.)           |
| -------------------------------- | ---------- | ----------- | ----------------- | ----------------------------- |
| FRANS VERKADE                    | PC8269     | seit 1997   | Marken            | Wasser – Steg (⊙)             |
| WATERSPORT-KNMV                  | PC8092     | seit 1997   | Enkhuizen         | Wasser – Steg                 |
| WIECHER EN JAP VISSER - POLITIEK | PINT       | seit 1996   | Harlingen         | Land – Davit                  |
| ALIDA                            | PCLN       | seit 1995   | Hindeloopen       | Wasser – Steg                 |
| ANNIE POULISSE                   | PCSC       | seit 1995   | Zandvoort         | Land – Tragegestell           |
| ANNA DOROTHEA                    | PCQR       | seit 2000   | Lemmer            | Wasser – Steg                 |
| ANNA DOROTHEA                    |            | 1994 → 2000 | Eemshaven         |                               |
| DONATEUR                         | PDRB       | seit 1993   | Wijk aan Zee      | Land – Tragegestell           |
| ANNIE JACOBA VISSER              | PCQJ       | seit 1996   | Lauwersoog        | Wasser – Steg                 |
| ANNIE JACOBA VISSER              |            | 1993 → 1996 | Schiermonnikoog   |                               |
| ADRIAAN HENDRIK                  | PCDM       | seit 1992   | Egmond aan Zee    | Land – Tragegestell           |
| BEURSPLEIN 5                     | PDAJ       | seit 1992   | De Cocksdorp      | Land – Tragegestell           |
| außer Dienst                     |            |             |                   |                               |
| VALENTIJN                        | PIDM       | seit 2016   | Museumsschiff     | Rettungsbootmuseum Den Helder |
| VALENTIJN                        |            | 2007 → 2016 | Reserve           | IJmuiden                      |
| VALENTIJN                        |            | 1990 → 2007 | Noordwijk aan Zee |                               |
| Stand @ 2018                     |            |             |                   |                               |

## Boote der Valentijn-2000-Klasse

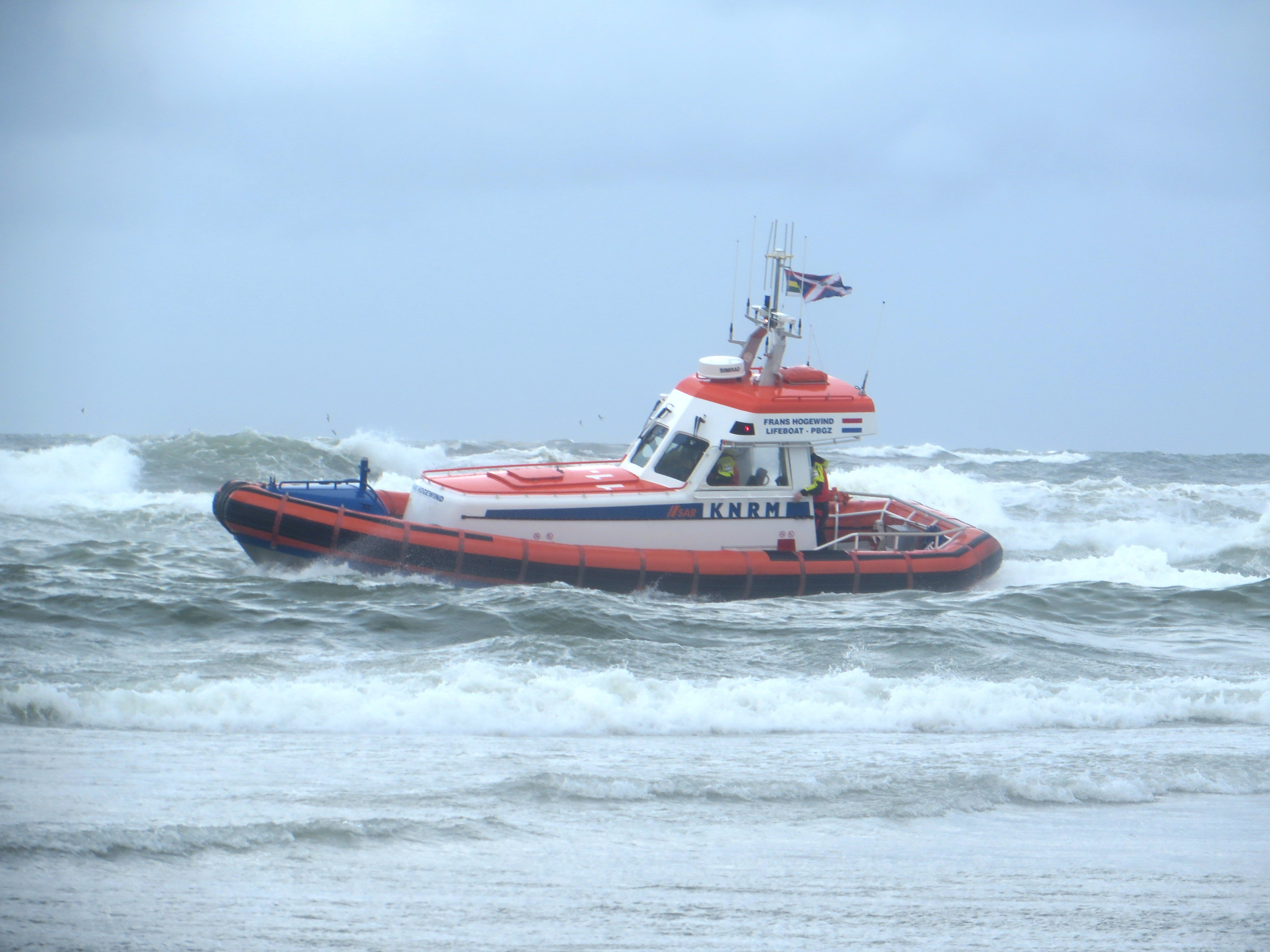
Valentijn-2000-Boot FRANS HOOGEWIND

Nach den ersten Jahren der Erfahrung mit der Valentijn-Klasse wurde unter dem Namen Valentijn 2000 ein verbessertes Design erstellt. Mit der Verlängerung um 40 Zentimeter bietet die Weiterentwicklung ein größeres Achterdeck und mehr Komfort für die Besatzung im Steuerhaus. Mit etwas stärkeren Motoren von 450 PS und einer besseren Steuerung erreichte man eine deutliche Effizienzsteigerung. Von diesem Typ beschaffte die KNRM ab 2001 noch sieben weitere Boote. Mit dem letzten Boot im Jahr 2016 löste die EDITH GRONDEL das erste Valentijn-2000-Boot DE REDDER ab, das damit zur Reserveflotte wechselte.
| Name                        | Rufzeichen | in Dienst   | Station                    | Liegeplatz          |
| --------------------------- | ---------- | ----------- | -------------------------- | ------------------- |
| EDITH GRONDEL               | PBMX       | seit 2016   | Katwijk aan Zee            | Land – Tragegestell |
| PAUL JOHANNES               | PHIE       | seit 2007   | Noordwijk aan Zee          | Land – Tragegestell |
| GEORGE DIJKSTRA             | PBDV       | seit 2005   | Ter Heijde / Gem. Westland | Land – Tragegestell |
| ULY                         | PBJQ       | seit 2003   | Westkapelle (L)            | Land – Tragegestell |
| FRANS HOGEWIND              | PBGZ       | seit 2003   | Terschelling – Paal 8      | Land – Tragegestell |
| WINFRIED LUCY VERKADE-CLARK | PBFV       | seit 2002   | Cadzand                    | Land – Tragegestell |
| DE REDDER                   | PBBM       | seit 2016   | Reserve                    |                     |
| DE REDDER                   |            | 2001 → 2016 | Katwijk aan Zee            |                     |
| Stand @ 2018                |            |             |                            |                     |

## Valentijn-Nachfolger
Im August 2020 gab die KNRM bekannt, dass eine Weiterentwicklung der Valentijn-Baureihe an zwei Werften in Auftrag gegeben wurde. Das erste von acht neuen Booten der neuen Van-Wijk-Klasse, die RIET EN JAN VAN WIJK, ist fertiggestellt und konnte nach ihrer Taufe am 31. August im Herbst 2022 von den vorgesehenen Stationen in Seeland getestet werden.  Die weiteren sieben Exemplare folgen in den Jahren bis 2025. Die neuen halboffenen Boote werden bei gleicher Breite 80 Zentimeter länger als die Valentijn sein, damit sie in die gleichen fahrbaren Tragegestelle passen. Neue Länge: 11,40 Meter, Tiefgang: 0,70 Meter Bilder:

## Valentijn in anderen Ländern

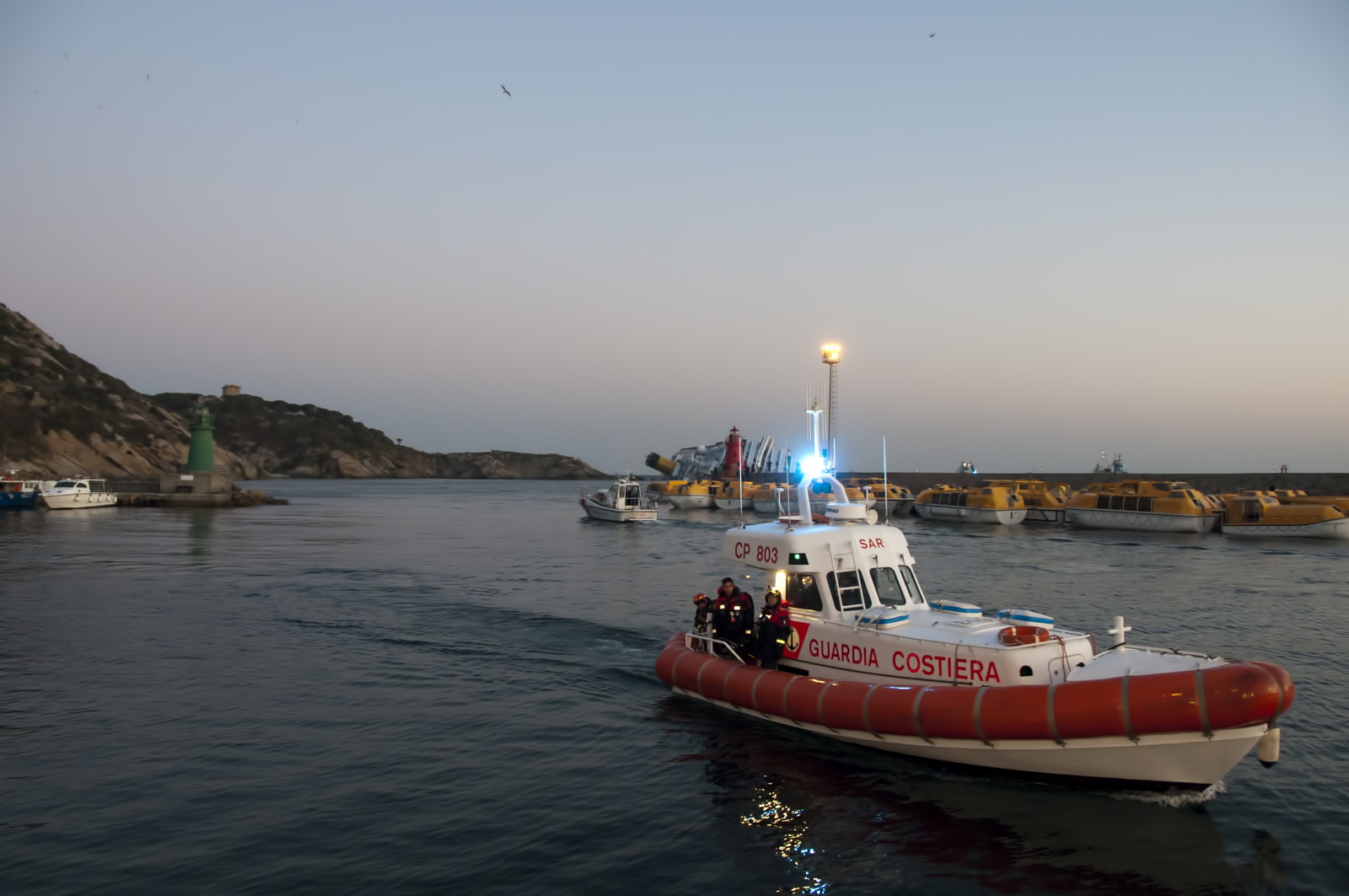
CP 803 italienische Küstenwache

Die Werft Habbeké konnte ein Schiff Valentijn-2000 nach Großbritannien an die Caister Lifeboat Station verkaufen. Caister liegt im Osten von England in der Nähe von Great Yarmouth, wo schon seit 1791 ein Rettungsboot stationiert ist. Das Boot mit Namen BERNARD MATTHEW II wird als Strandrettungsboot eingesetzt und wie bei der KNRM mit Traggestell und Raupenschlepper zum Einsatz gebracht.
Boote der Valentijn-Klasse sind auch in Italien im Einsatz. Ab 1994 erhielt die italienische Küstenwache von der Schiffswerft Codecasa Due s.p.a. in Viareggio 13 Boote der Klasse 800. Zwischen 2001 und 2009 folgten weitere 16 Einheiten, die mit 30 Knoten bis zu 180 Seemeilen fahren können.